# Douglas Bergqvist
Jan Douglas Bergqvist (ur. 29 marca 1993 w Sztokholmie) – szwedzki piłkarz występujący na pozycji obrońcy w MFK Karviná.

## Kariera klubowa
Bergqvist profesjonalne treningi piłkarskie rozpoczął w akademii angielskiego klubu Reading FC. Następnie szkolił się w Queens Park Rangers FC, skąd latem 2009 roku przeniósł się do Aldershot Town FC. W sezonie 2009/10 z drużyną U-18 zwyciężył w młodzieżowych rozgrywkach Hampshire Midweek Floodlit Cup. W sezonie 2010/11 odbył dwa krótkie wypożyczenia do Thatcham Town FC (Southern League Division 1 South & West) i Dorchester Town FC (Conference South), z którym zdobył Dorset Senior Cup. Jednocześnie pełnił funkcję kapitana zespołu Aldershot Town FC U-19, z którym ponownie wywalczył Hampshire Midweek Floodlit Cup. Pod koniec rozgrywek podpisał zawodowy kontrakt i został włączony do składu pierwszej drużyny. 7 maja 2011 zanotował pierwszy występ na poziomie seniorskim w wygranym 3:0 wyjazdowym meczu EFL League Two z Lincoln City FC. W sezonie 2011/12 grał na wypożyczeniu w Farnborough FC (Conference South), gdzie był zawodnikiem podstawowego składu. W międzyczasie odbył testy w beniaminku Superettan Umeå FC, po których powrócił do Anglii. W sezonie 2012/13 był wypożyczony do zespołów grających na poziomie Conference South: Basingstoke Town FC oraz Staines Town FC. Po zakończeniu rozgrywek rozwiązał definitywnie swoją umowę z Aldershot Town FC. Łącznie w latach 2011–2013 zaliczył w barwach tego klubu 7 ligowych występów.
Latem 2013 roku przeszedł jako wolny agent do Exeter City FC (EFL League Two), skąd natychmiast został wypożyczony na rok do beniaminka Conference Premier Welling United FC, gdzie rozegrał 20 spotkań i zdobył 2 gole. W lutym 2014 roku, bez zaliczenia żadnego ligowego występu dla Exeter City, rozwiązał polubownie swój kontrakt i przeszedł do Östersunds FK (Superettan). W sezonie 2015 awansował z tym klubem, po raz pierwszy w jego historii, do Allsvenskan. Zadebiutował w niej 4 kwietnia 2016 w wyjazdowym meczu przeciwko Hammarby IF (1:1). W 2017 roku wywalczył z Östersunds FK Puchar Szwecji, pokonując w spotkaniu finałowym 4:1 IFK Norrköping. W sezonie 2017/18 zanotował 4 występy w Lidze Europy UEFA, w której jego zespół odpadł w 1/32 finału z Arsenal FC (0:3, 2:1). Przed sezonem 2019 Bergqvist został wypożyczony na 4 miesiące do FK Haugesund. 14 kwietnia 2019 zadebiutował w Eliteserien w wyjazdowym meczu z Ranheim Fotball, wygranym 2:0. Latem tegoż roku, w wyniku awansu klubu do eliminacji Ligi Europy 2019/20, jego pobyt został przedłużony o kolejne pół roku. W dalszej części sezonu dotarł z FK Haugesund do finału Pucharu Norwegii, przegranego 0:1 z Viking FK. Łącznie rozegrał dla tego zespołu 21 ligowych spotkań i zdobył 1 gola. Wraz z zakończeniem okresu wypożyczenia wygasła również jego umowa z Östersunds FK, której nie przedłużył.
W lutym 2020 roku podpisał półroczny kontrakt z Arką Gdynia, trenowaną przez Aleksandara Rogicia. 22 lutego zadebiutował w Ekstraklasie w wygranym 3:2 meczu z Rakowem Częstochowa. W rundzie wiosennej sezonu 2019/20 zanotował 6 występów i na zakończenie rozgrywek spadł z Arką do I ligi. Po wygaśnięciu umowy odszedł do Kalmar FF.

## Życie prywatne
Urodził się w 1993 roku w Sztokholmie jako syn Esy i Marii Bergqvistów. Ma dwójkę rodzeństwa: brata Olivera i siostrę Mathildę. Wczesne dzieciństwo spędził w miejscowości Ekerö. W lipcu 2001 roku przeprowadził się z rodziną do Ascot w Anglii, gdzie jego ojciec otrzymał atrakcyjną ofertę pracy.

## Sukcesy
Dorchester Town FC
- Dorset Senior Cup: 2011

Östersunds FK
- Puchar Szwecji: 2016/17